# Ekonomicko-filozofické rukopisy z roku 1844
Ekonomicko-filozofické rukopisy z roku 1844 (orig. Ökonomisch-philosophische Manuskripte aus dem Jahre 1844) jsou tři Marxovy rukopisy, které uveřejnil v roce 1932 Ústav marxismu-leninismu při ÚV KSSS v jazyce originálu.

## Obsah díla
Názvy některých kapitol rukopisů („Mzda“, „Zisk z kapitálu“, „Pozemková renta“ atd.) byly dány Marxem, ostatní části, které Marx nijak nenazval, opatřila názvy redakce. V těchto rukopisech zpracoval Marx výchozí teze dialektického a historického materialismu, uplatnil je při své kritice klasické politické ekonomie, čímž zdůvodnil svůj, v podstatě již komunistický světový názor. Marx sám se ještě nenazývá komunistou, definuje své učení jako „realný humanismus“ na rozdíl od buržoazního, abstraktního humanismu. Marxova terminologie a také jednotlivé teze Rukopisů svědčí o tom, že na něj měl vliv Feuerbachův antropologický materialismus, ale nejdůležitější teze dokazují, že Marx již v podstatě překonal omezenost této filozofie.
Hlavní ideou Rukopisů je idea o určujícím významu práce, materiální výroby při antropologickém utváření i dalším vývoji lidstva. Práce, která vytvářela a rozvíjela člověka, zároveň pohlcovala všechny jeho sily, veškerý jeho čas, zotročovala ho, vedla ke vzniku soukromého vlastnictví, vykořisťování, tříd. Je to podle Marxovy terminologie  „odcizená práce“, tzn. taková činnost člověka, která je základním výrazem jeho lidské podstaty, je zároveň cizí síla, která si ho podmaňuje a projevuje se ve vládě produktu práce nad výrobcem. Vývoj výroby za kapitalismu nutně vytváří, podle Marxova názoru, materiální předpoklady pro zrušení odcizené práce, tj. pro překonání vzájemně se vylučujících protikladů mezi prací a požitkem, mezi prací a všestranným rozvíjením lidské osobnosti. Hlavní podmínkou pro překonání odcizení je odstranění soukromého vlastnictví výrobních prostředků. Zrušením odcizení produktů práce a samotné pracovní činnosti lidí se vytváří základ pro likvidaci odcizení v politickém a duchovním životě společnosti. A v tom spočívá v podstatě komunistické přetváření společenských vztahů.
Teodor Ojzerman kritizuje badatele, kteří se odvolávají na Ekonomicko-filozofické rukopisy z roku 1844 a snaží se dokázat, že Marx činí své komunistické závěry na základě spekulativní analýzy spekulativních pojmů „odcizení“ a „sebeodcizení“, jež přejal od Hegela a Feuerbacha. Ve skutečnosti však Marx nevychází z těchto abstraktních pojmů, nýbrž z konkrétních ekonomických faktů. Pojem odcizení naplňuje Marx novým, především ekonomickým obsahem, s jakým se nesetkáváme ani u Hegela, ani u Feuerbacha.
| „                                                                                     | Vyšli jsme z ekonomického faktu, z odcizení dělníka a jeho produkce. Vyslovili jsme pojem tohoto faktu: odcizenou, zvnějšněnou práci. Analyzovali jsme tento pojem, tedy jen tento ekonomický fakt. | “ |
| — Karl Marx: Ekonomicko-filozofické rukopisy z roku 1844, kapitola "Odcizená práce".) | |   |

Marx tedy zdůrazňuje, že pojem odcizené práce získal přepracováním výchozích tezí klasické politické ekonomie. Hegelovy a Feuerbachovy pojmy odcizení mohly Marxe přivést jen na myšlenku o možnosti takového přepracování.

## České překlady
- Karl Marx, Ekonomicko-filozofické rukopisy z roku 1844, Praha 1961.